# Grancia
Grancia est une commune suisse du canton du Tessin, située dans le district de Lugano.